# Coenagrion syriacum
Coenagrion syriacum är en trollsländeart som först beskrevs av Morton 1924.  Coenagrion syriacum ingår i släktet blå flicksländor, och familjen sommarflicksländor. IUCN kategoriserar arten globalt som nära hotad. Inga underarter finns listade i Catalogue of Life.